# Polana pod Jaworem

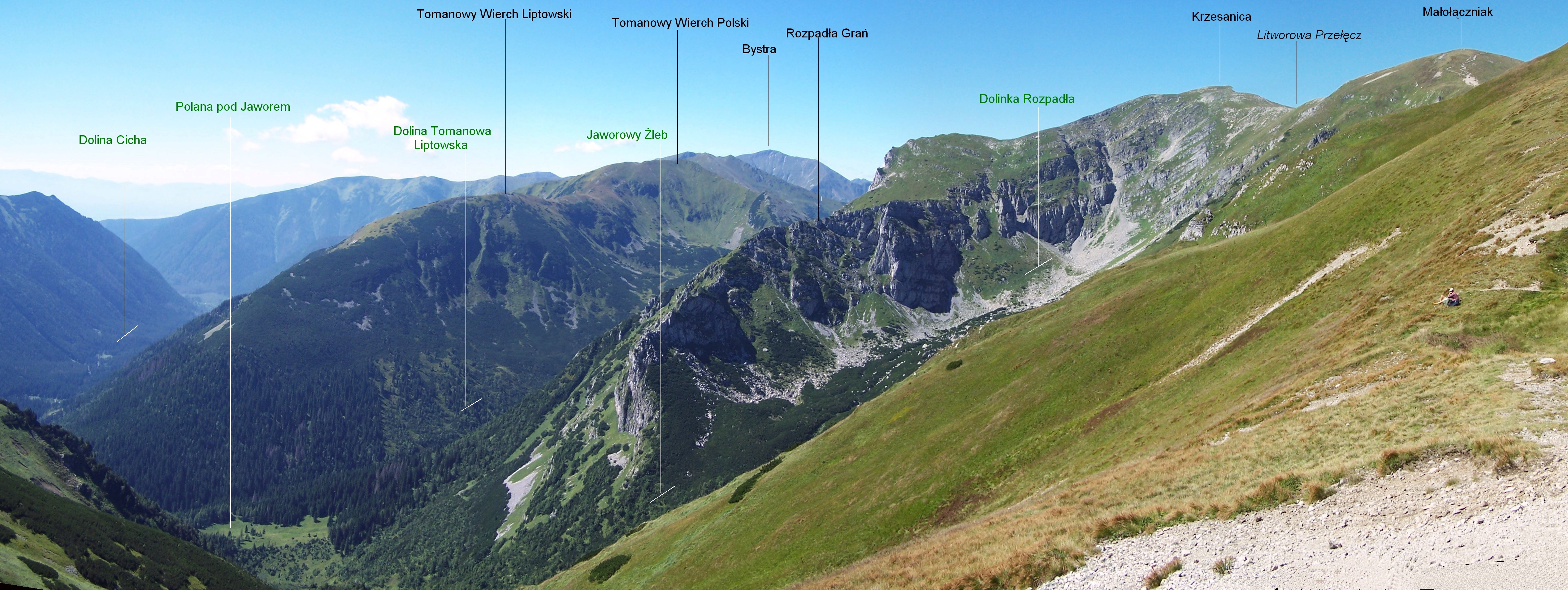
Widok z Suchego Wierchu Kondrackiego

Polana pod Jaworem (słow. Javorova poľana) – polana na dnie Doliny Cichej Liptowskiej w słowackich Tatrach. Położona jest powyżej wylotu Doliny Tomanowej Liptowskiej na wysokości 1240–1300 m n.p.m. u podnóży Jaworowych Skałek i Rozpadłej Grani. Od południowej strony dochodzi do Tomanowego Potoku Liptowskiego, od wschodniej do potoku spływającego dnem Jaworowego Żlebu. Przez jej środek na przedłużeniu Rozpadłej Grani biegnie morena środkowa powstała w wyniku połączenia moren bocznych lodowca Doliny Tomanowej Liptowskiej i lodowca Dolinki Rozpadłej.
Była to duża polana i dawniej dzieliła się na Wyżnią i Niżnią. Obydwie należały do Hali Tomanowej Liptowskiej, która w XVII i XVIII wieku była użytkowana przez mieszkańców wsi Wychodna, a później wsi Kokawa odległej od tej polany o 22 km. Stały na niej liczne szałasy. W połowie XIX w. ukrywały się w nich zbójnickie bandy Tatarka i Maurina. W czasie II wojny światowej w szałasach tych odpoczywali kurierzy tatrzańscy wędrujący, często z przeprowadzanymi ludźmi, na trasie Zakopane – Budapeszt. W kwietniu 1940 r. w czasie śnieżnej zawiei wędrował tędy na Węgry taternik Włodzimierz Gosławski z towarzyszącą mu Adą Kopczyńską. Nie udało im się dotrzeć do szałasów i obydwoje zginęli z wyczerpania powyżej Polany pod Jaworem.
Polana użytkowana była do 1950 r. Pozostałością dawnego pasterstwa są duże łany szczawiu alpejskiego, ale i one wkrótce znikną, bowiem po zaprzestaniu koszenia i wypasania polana zarasta lasem. Dawniej brzegiem polany prowadził szlak turystyczny na Tomanową Przełęcz, w czerwcu 2008 został przez TANAP zamknięty.